# Franz Reimspiess
Franz Xaver Reimspieß (Wiener Neustadt, 28 november 1900 – aldaar, 1979) was een Oostenrijks ingenieur. Hij ontwierp de motor van de Volkswagen Kever en is de bedenker van het logo van Volkswagen.
Reimspieß begon in 1915 als technisch tekenaar bij Austro-Daimler. Na het afronden van zijn ingenieursopleiding ontwierp hij eind jaren twintig een pantserwagen voor Daimler. Reimspieß stond bekend om zijn precisiewerk en een grote rijkdom aan ideeën. In 1934 ging hij bij het ontwerpbureau van Porsche werken. Hij ontwierp een luchtgekoelde viercilinder boxermotor met korte slag en een cilinderinhoud van 984cc voor de Volkswagen Kever. Deze was gebaseerd op een afgekeurd ontwerp van Josef Kales voor een viercilinder motor voor het NSU prototype. Het was een belangrijke doorbraak. Eerdere motorontwerpen voor de Kever waren te duur gebleken - de prijs van de auto moest in opdracht van  Hitler onder de duizend Reichsmark blijven - of te lawaaiig. Verder ontwierp Reimspieß nieuwe remmen voor de Auto-Union P racewagen en wijzigde hij de achteras hiervan in een veersysteem met torsiestaven.

## Tweede Wereldoorlog
Tijdens de Tweede Wereldoorlog was Reimspieß hoofdconstructeur bij de ontwikkelafdeling voor tanks die deel uitmaakte van de Nibelungenfabriek in Sankt Valentin. Toen Hitler op 26 mei 1941 aan Henschel en Porsche opdracht gaf een nieuwe zware tank te ontwerpen, werd het ontwerp van Reimspieß gekozen. Het werd in productie genomen als de Tiger I tank (Panzerkampfwagen VI Ausf. E).
Bij het naoorlogse Porsche werd Reimspieß chassis-ontwerper. Hij bleef dat tot zijn pensioen in 1966, en patenteerde bij Porsche circa tien uitvindingen op het gebied van onafhankelijke wielophanging en motoren. Zijn beroemdste patenten hadden te maken met zijn vindingen voor de Volkswagenmotor.

## VW-logo
Zijn bekendste ontwerp had echter weinig met technologie te maken. Reimspieß was namelijk de ontwerper van het oorspronkelijke Volkswagen-logo. Het werd in 1938 geïntroduceerd. Voor zijn idee ontving hij een eenmalige vergoeding van 100 Reichsmark. Overigens wordt ook Hans Martin Freyer wel als bedenker van het logo genoemd.